# Digital Compact Cassette

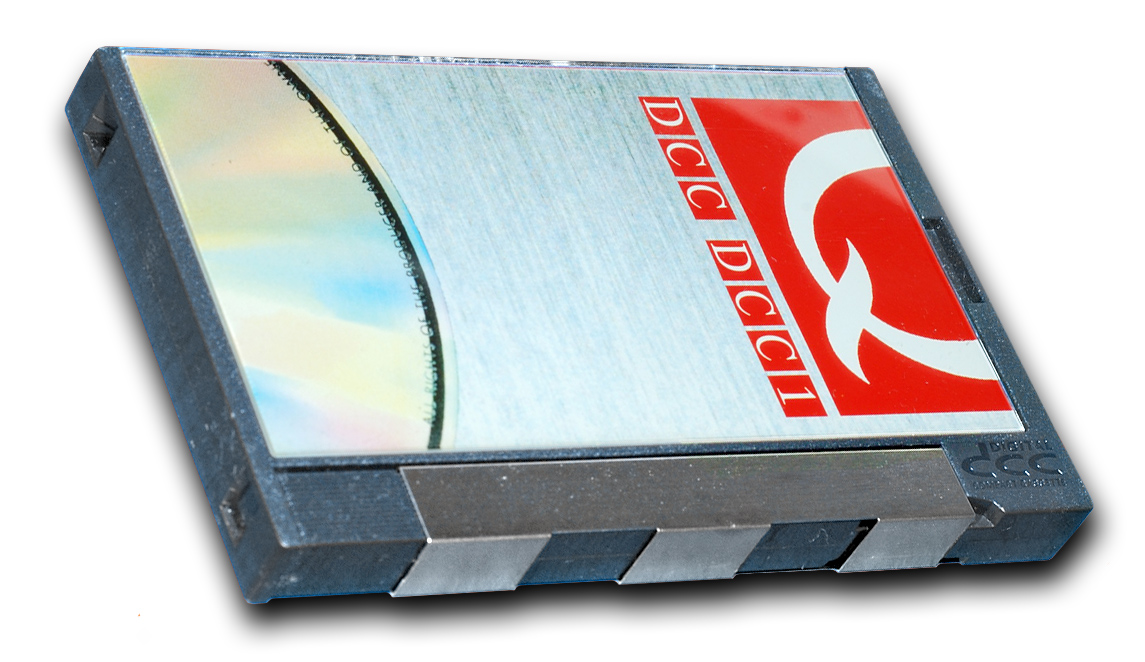
Una cassetta DCC

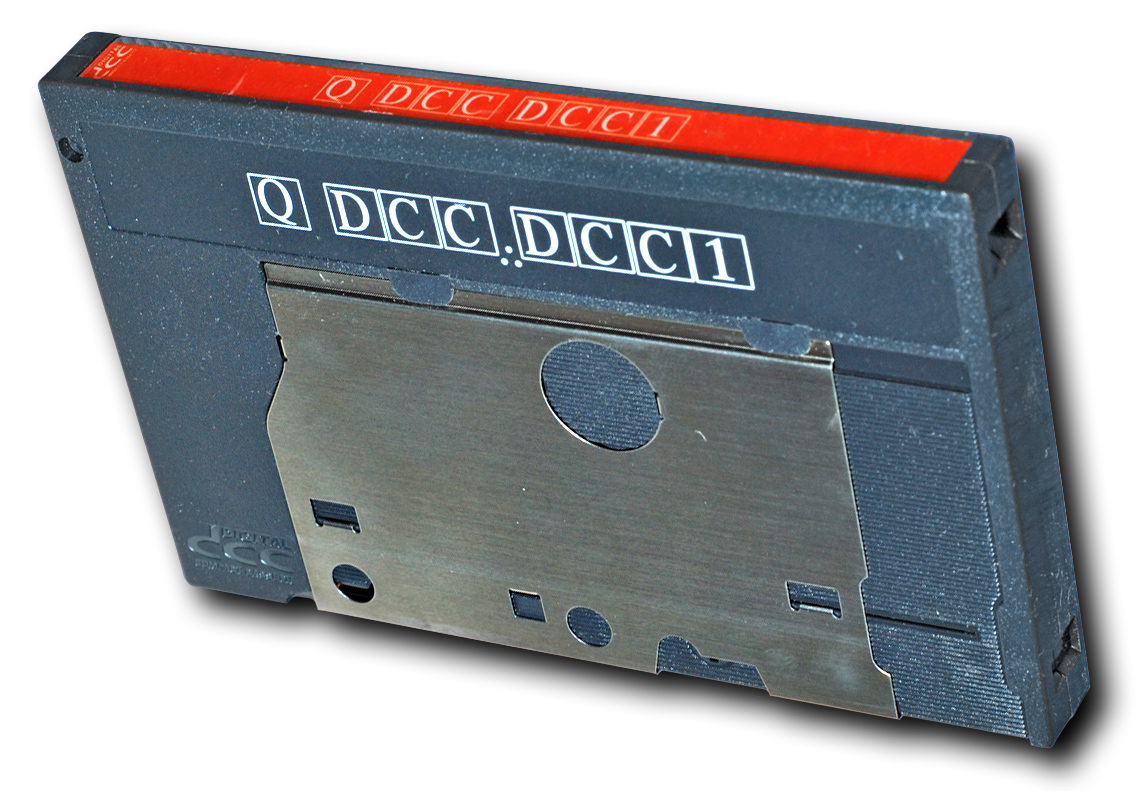
Una cassetta DCC

La Digital Compact Cassette (DCC) è stato uno standard digitale di registrazione audio introdotto da Philips e Matsushita nel 1992 e commercializzato fino al 1996, era pubblicizzata come il successore della cassetta analogica. La DCC si poneva come diretto concorrente del Minidisc di Sony, lanciato nello stesso anno, ma nessuno dei due formati, nonostante la superiorità tecnologica, riuscì a sostituire la cassetta, anche a causa dell'introduzione del compact disc registrabile e dell'avvento dell'MP3 come algoritmo di compressione audio.

## Storia
Il sistema, lanciato nel 1992, prevedeva la registrazione digitale su cassette con nastro magnetico simili alle compact cassette analogiche, all'epoca diffusissime e che nelle intenzioni dei produttori la DCC avrebbe dovuto sostituire. Il sistema prevedeva la compatibilità in riproduzione con tali cassette.
Le specifiche del nastro (in particolare dimensioni geometriche e velocità di scorrimento), analoghe per progetto a quelle delle citate compact cassette analogiche, non permettevano di disporre di spazio sufficiente per la memorizzazione lineare dell'audio, come avviene nel CD Audio e nel DAT, pertanto si ricorse a tecniche di compressione di tipo lossy all'epoca pioneristiche nel mondo dell'elettronica di consumo e assenti in tutti gli altri media digitali al tempo presenti sul mercato, se si esclude il coevo Minidisc di Sony, che però utilizzava algoritmi differenti. Tali tecniche usavano un algoritmo di compressione audio denominato PASC (Precision Adaptive Sub-Coding) che sulla base di valutazioni psicoacustiche permetteva la riduzione dello spazio necessario alla registrazione nel rapporto di 4 a 1, con un degrado minimo e praticamente impercettibile della qualità audio, che quindi risultava decisamente superiore alla tradizionali audiocassette analogiche ma inferiore, anche se di poco, ad altri formati digitali, quali il CD Audio e il DAT.
Nonostante le premesse interessanti (digitalizzazione di un formato diffusissimo sul mercato, buona qualità audio, presenza di caratteristiche innovative come la possibilità di memorizzare i titoli), a causa del costo elevato sia dei registratori che delle cassette, della presenza di un sistema anticopia analogo a quello già implementato sul DAT qualche anno prima, della scarsa ergonomia per quanto riguardava la registrazione e visualizzazione dei titoli sulle cassette non preregistrate e, in ultimo, dell'avvento dei CD-R, il sistema non ebbe il successo di vendite sperato e nell'autunno del 1996 venne abbandonato con la cessazione della produzione degli apparecchi.

## Caratteristiche
La DCC prevedeva di unire la praticità delle comuni cassette audio (Compact Cassette) con i vantaggi della registrazione digitale. Caratteristica degli apparecchi era la compatibilità con le vecchie cassetta in lettura, ma non in scrittura.